# This Is Where I Leave You
This Is Where I Leave You (en España, Ahí os quedáis; en Hispanoamérica, Hasta que la muerte los juntó) es una comedia dramática de 2014 dirigida por Shawn Levy. Está basada en la novela homónima de Jonathan Tropper, que también firma el guion de la película.

## Sinopsis
Los hermanos Altman se ven obligados a reunirse tras la muerte de su padre. Cumpliendo la última voluntad de éste, tendrán que vivir una semana bajo el mismo techo, y no será tarea fácil. Especialmente cuando tengan que compartir la casa con su madre, sus esposas y hasta sus exparejas.

## Reparto[3]
- Jason Bateman como Judd Altman.
- Tina Fey como Wendy Altman.
- Adam Driver como Phillip Altman.
- Rose Byrne como Penny Moore.
- Corey Stoll como Paul Altman.
- Jane Fonda como Hillary Altman.
- Kathryn Hahn como Annie Altman.
- Connie Britton como Tracy Sullivan.
- Timothy Olyphant como Horry Callen.
- Dax Shepard como Wade Beaufort.
- Debra Monk como Linda Callen.
- Abigail Spencer como Quinn Altman.
- Ben Schwartz como el rabino Charles Grodner "Palote".
- Aaron Lazar como Barry Weissman.
- Cade Lappin como Cole Altman.
- Will Swenson como Mort Altman (en flashbacks).

## Crítica
En general, This Is Where I Leave You ha recibido opiniones divididas de los críticos. En Rotten Tomatoes tiene una valoración del 42 % basada en 111 críticas, con una nota media de 5,6 sobre 10. El consenso de la página dice que la cinta "tiene sus momentos, pero dada la cantidad de talento reunida en pantalla, el más bien corriente resultado no puede evitar dejar una sensación decepcionante". En Metacritic tiene una puntuación de 44 sobre 100 basada en 38 críticas, indicando "críticas mixtas o medias".